# ویلا کراوسه
ویلا کراوسه (به اسپانیایی: Villa Krause) یک منطقهٔ مسکونی در آرژانتین است که در Rawson Department واقع شده‌است. ویلا کراوسه ۱۰۷٬۷۷۸ نفر جمعیت دارد.